# シンボルマーク
シンボルマークとは、その家系、会社、団体、個人などを象徴する意匠、マーク。
スポーツの国際大会などの行事のマスコットもこの一種にあたる。古くは、ローマ帝国時代に使った「魚類」のマーク、騎士の盾や旗指物のデザインから、家紋などもこれに数えられる。他に、ヨーロッパの古い町では、居酒屋や各種専門店の看板のマーク、デザインなども面白いものが多い。
ヨーロッパには、こうしたものを研究する紋章学という分野もある。
学校でもシンボルマークを定めているところがある。多くの場合、校章にも同じデザインが用いられるが、シンボルマークと校章とで別のデザインを使う学校もある。

## さまざまなシンボルマークの例
- 動物を使ったもの
  - 鷲 - アメリカ合衆国
  - 双頭の鷹 - ドイツ
  - 鷹の羽 - 日本の武家に流行した家紋
  - ゾウ - アメリカの共和党「知識と力」

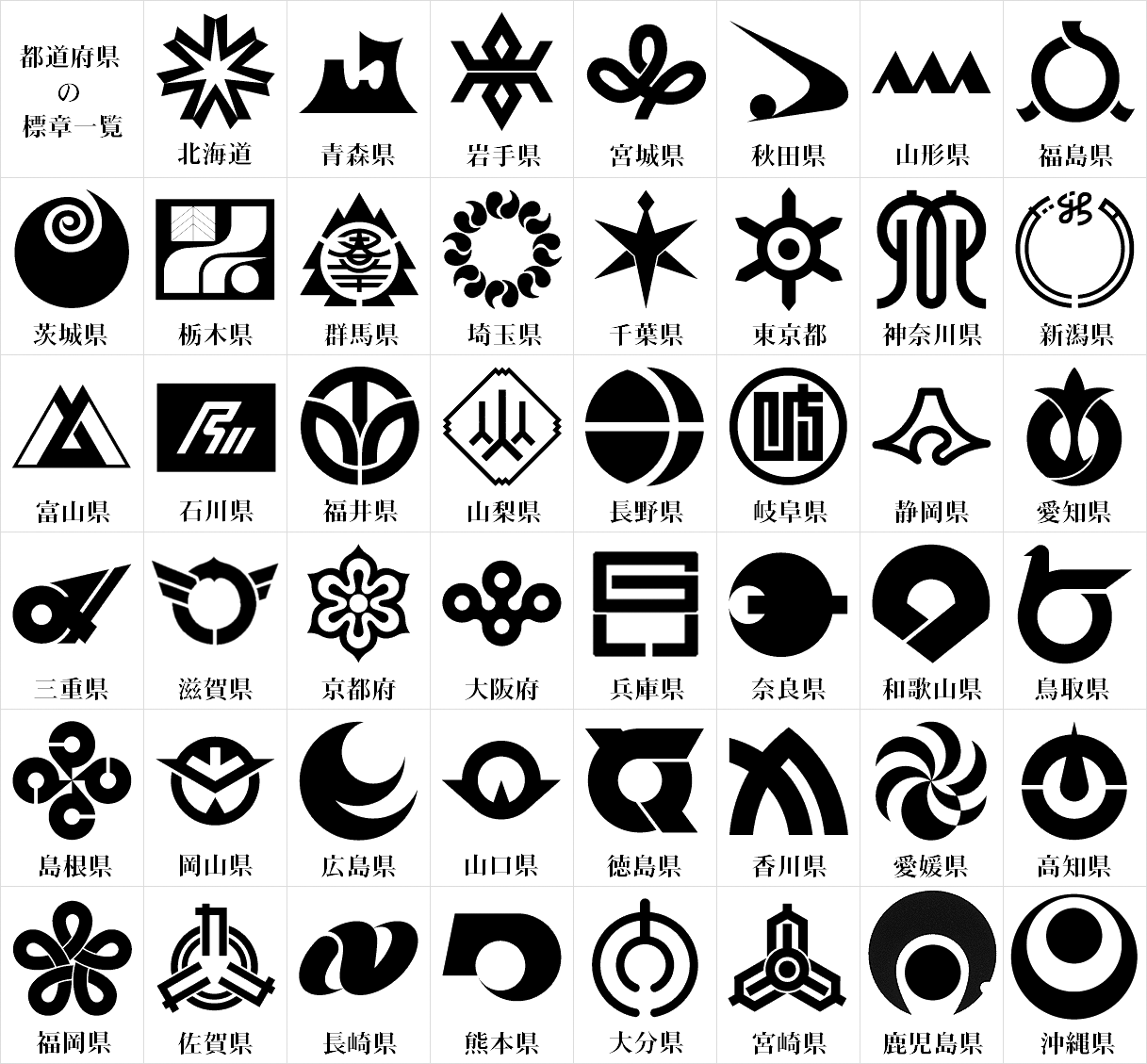
都道府県章の一覧

  - ロバ - アメリカの民主党「家庭的で誠実」
  - 雄鶏 - フランス
  - カンガルーとエミュー - オーストラリア
  - ヤタガラス - サッカー日本代表
  - 髑髏と骨
- 植物を使ったもの
  - 菊 - 皇室・宮家
  - 桐 - 日本国政府、内閣
  - 桜 - 日本国政府
  - バラ - 茨城県章（茨城の古名「茨荊」（ばら）から）
- 文字を使ったもの
  - 「群」の文字を「君」と「羊」に分解して配置した群馬県章、「神」の文字を図案化した神奈川県章、カタカナの「ア」を図案化した秋田県章、四つの「マ」を組み合わせた島根県章、「シガ」の文字を図案化した滋賀県章、ひらがなの「と」を図案化した富山県章、「み」を図案化した宮城県章、逓信省に由来し、由緒には諸説がある郵便の〒など。
- 地形を使ったもの
  - 青森県の地形を図案化した青森県章、静岡県の地形と富士山を図案化した静岡県章など。
- その他の文物を使ったもの
  - 太閤秀吉の馬印「千成瓢箪」を図案化した大阪府章、古墳から出土した勾玉を図案化した埼玉県章など。
- 図形を使ったもの
  - 「和」をイメージさせる円、「最先端」をイメージさせる鋭角、「安定」をイメージさせる二等辺三角形など。